# Lailatou Amadou Lele
Lailatou Amadou Lele (* 29. Mai 1983) ist eine ehemalige nigrische Taekwondoin.
Bei den Olympischen Sommerspielen 2008 in Peking sollte Lailatou Amadou Lele als erste nigrische Taekwondoin Leichtgewichtsturnier antreten, wurde jedoch vor dem Wettkampf disqualifiziert.